# Yi Su-gwang
Yi Su-gwang (이수광, 李睟光, 1563-1628) est un lettré coréen. Officier de l'armée puis émissaire de la dynastie Joseon, il est également l'auteur du Jibong yuseol, la première encyclopédie coréenne. Son nom de plume est Jibong (지봉, 芝峯, le nom de son village d'origine), son nom de courtoisie Yungyeong (윤경, 潤卿).

## Biographie
Il fait partie de la famille des Yi de Jeonju. Il est né dans une famille aristocratique et a reçu la meilleure éducation que sa famille pouvait se permettre. En 1585, il passe l'examen du service civil et devient officier militaire. Pendant la guerre Imjin (1592-1598), il est d'abord stationné dans la province du Gyeongsang où il commande un petit contingent. Il perd d'abord une bataille à Yongin (Gyeonggi) puis il est repositionné à Eiju (Hamgyong). Cependant, ses actions rencontrent suffisamment de succès pour assurer sa promotion. Plus tard, il écrit à ce sujet que l'armée de Joseon comprenait trop de nobles, d'oisifs et de vagabonds et pas assez de gens capable de servir.
Jibong est envoyé trois fois en Chine comme émissaire auprès de la dynastie des Ming. Il y acquiert plusieurs livres occidentaux que Matteo Ricci et les prêtres jésuites avaient apportés avec eux. C'est la première fois que de la littérature occidentale est amenée en Corée. En Chine, il rencontre également des émissaires venus d'Okinawa, du Vietnam et de Thaïlande, un pays qui l’intéresse beaucoup et qu'il décrit de façon détaillée. Il dirige sa deuxième mission, celle de l'hiver 1597-98 auprès de l'empereur Wanli. À cette époque les délégations regroupent des centaines de personnes et se déplacent lentement, par la route, et avait besoin de deux  mois pour faire les 1 500 km séparant Séoul de Pékin. À Pékin, il rencontre son collègue du Vietnam, Phùng Khắc Khoan (1528-1613), avec lequel il se livre à des échanges de poèmes et à des discussions à la brosse, l'écriture en chinois classique étant leur seul moyen de communication. Jibong retransmet les informations obtenues lors de ce dialogue dans le « Jibong jip ».
À son retour en Corée, il devient haut fonctionnaire au ministère du personnel (Ijo Panseo). Dans ses dernières œuvres, le « Jibong jip » (지봉집) et le « Chaesin Jablock » (채신잡록), il place moins l'accent sur le confucianisme et pousse à l'adoption des connaissances européennes pour renforcer la nation. Il propose également des réformes politiques et économiques modérées pour améliorer les conditions de vie des paysans qui s'étaient détériorées à la suite de la guerre Imjin et de la bureaucratie. Il a aussi mis en œuvre une politique sociale, estimant que la voie du ciel était à trouver parmi le peuple et que le plus noble des comportements était de nourrir et d'habiller les pauvres. Ses idées d'un état-providence étaient guidées par le catholicisme et le confucianisme. Finalement, il critique les intellectuels de son époque, liés à la recherche  de la logique pure, à cause de leur tendance à s'occuper de futilités sans s'adonner à des activités productives. Ses livres ont été conservés à l'académie confucéenne de Changsu (Changsu Seowon) à Suwon dans le Gyeonggi-do.
Jibong est mort le 26 décembre 1628. De manière posthume, il a obtenu le titre de Yeonguijeong (premier ministre). Il a eu une forte influence sur les travaux de Yu Hyeong-won (1622-1673) et de Yun Jeung (1629-1714). Il est le père de Yi Mingu (1589-1670). Son œuvre est considérée comme étant à l'origine de l'école du Silhak (l'apprentissage pratique).
Il est enterré à Yangju dans la commune de Jangheung. Sa tombe a été classée monument provincial no 49 du Gyeonggi.

## L'encyclopédie de Jibong
Jibong rassemble toutes ses nouvelles connaissances dans une encyclopédie en vingt volumes qu'il publie en 1614, le Jibong yuseol (芝峰類說 ; 지봉유설). Cette œuvre contient en particulier des informations sur le catholicisme et la Chine, le Japon, le Vietnam, la Thaïlande ainsi que sur la géographie, la nourriture et les armes européennes.